# Gare de Bruxelles-Schuman
La gare de Bruxelles-Schuman (en néerlandais : station Brussel-Schuman), anciennement « gare de Bruxelles-Est » ou « gare de la rue de la Loi », est une gare ferroviaire belge des lignes 161, de Schaerbeek à Namur et 161A, de Y Cinquantenaire à Bakenbos, située à Bruxelles-ville sous le boulevard Charlemagne et le Berlaymont, siège de la Commission européenne, en partie dans le tunnel Schuman et depuis 2016 en partie dans le tunnel Schuman-Josaphat.
Elle est mise en service en 1969 par la Société nationale des chemins de fer belges (SNCB), avec la station Schuman, alors l'un des terminus de la première ligne du métro de Bruxelles.
C'est une gare de la SNCB, desservie par des trains InterCity (IC), Suburbains (S), d'Heure de pointe (P) et Touristiques (ICT).
Du fait de sa position au cœur du quartier européen, certains de ses accès sont fermés pour raison de sécurité lorsque des sommets européens ont lieu. Il arrive parfois que la station de métro et la gare ne soient pas desservies.
Depuis le lundi 4 avril 2016, deux nouvelles voies prolongent la ligne 161A avec le nouveau tunnel " Schuman-Josaphat" vers l'Est et la ligne 26. L'agrandissement de la gare permet alors de nouvelles connexions directes.

## Situation ferroviaire
La gare de Bruxelles-Schuman, partiellement souterraine et partiellement en viaduc, est située au point kilométrique (PK) 5,800 de la ligne 161, de Schaerbeek à Namur entre les gares ouvertes de Schaerbeek et de Bruxelles-Luxembourg. Entre Bruxelles-Nord et Schuman s'intercalaient les anciennes gares de la Rue des Palais, de la Rue Royale Sainte-Marie, de la Rue Rogier et de la Chaussée de Louvain.
Depuis 2016 et le percement du tunnel Schuman-Josaphat, cette gare se trouve aussi sur la ligne 161A, de Y Cinquantenaire à Watermael, entre les gares ouvertes de Meiser (sur la ligne 26) et de Bruxelles-Luxembourg.
La gare est très proche de la gare de Bruxelles-Luxembourg, de sorte que les deux gares partagent un grill d'aiguillages commun.

## Histoire

### Gare de la rue de la Loi
Le 23 octobre 1856, la Grande compagnie du Luxembourg ouvre au service le tronçon entre la gare de Bruxelles-Nord et la gare de Bruxelles-Luxembourg qui allonge dans Bruxelles sa ligne Bruxelles - Luxembourg. Il n'y a pas de gare, ou halte, au croisement avec la rue de la Loi.

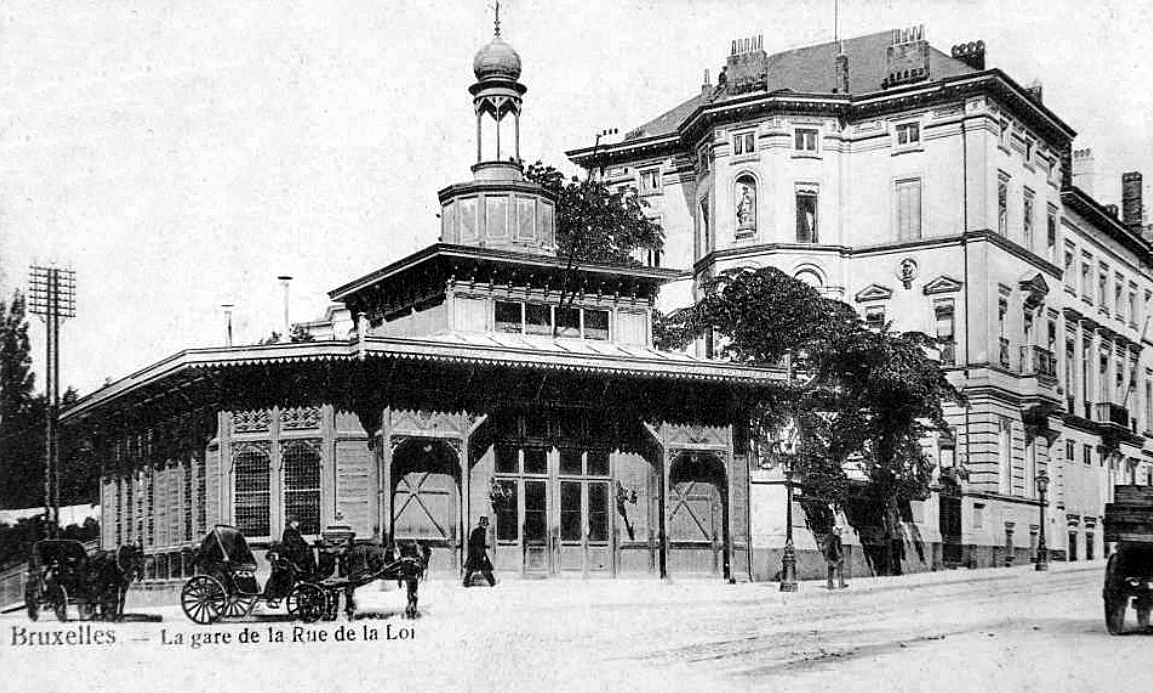
Ancienne gare de la rue de la Loi vers 1900

La station de « Bruxelles (rue de la Loi) » est créée par la Grande compagnie du Luxembourg, qui reçoit pour cela les subventions de premier établissement avant 1870. Cela concerne également les stations voisines de Bruxelles (Josaphat), Bruxelles (rue Rogier), Bruxelles (Saint-Josse-ten-Noode) et Bruxelles (rue des Palais). En 1870 l'exhaussement d'une cloison de la station Bruxelles (rue de la Loi) revient à 55 francs.
Pour le jubilé de la création de la Belgique, le choix du lieu prévu pour les festivités est le champ de manœuvre de la garnison de Bruxelles situé dans l'axe de la rue de la Loi. Le site est annexé à la ville de Bruxelles et aménagé (Parc du Cinquantenaire). Pour desservir ce site une gare provisoire est établie « rue de la Loi, derrière le couvent de Berlaimont » (aujourd'hui à l'angle du boulevard Charlemagne). Le bâtiment voyageurs en bois (voir photographie) est édifié puis inauguré le 25 septembre 1879.
En 1892, Paul Verlaine prend un train qui parcourt la voie de ceinture à Bruxelles : « Un chemin de fer de ceinture relie entre elles les différentes gares; gare de Luxembourg, rue de la Loi, chaussée de Louvain, rue Rogier, rue Josaphat, rue des Palais, Gare du Nord, Laeken, Koekelberg, Gare de L'Ouest, Cureghem, gare du Midi. ».
Cette petite halte a finalement fermé[Quand ?] ; une station-service fut créée sur l'emplacement du bâtiment en bois et le tout fut démoli pour la construction du « Berlaymont ».

### Première gare Schuman
En 1965, les études du projet de construction des immeubles « Berlaymont » et « Charlemagne », prévus pour abriter les services administratifs de la Communauté économique européenne, intègrent le passage en sous-sol, entre les deux bâtiments, de la ligne de Bruxelles à Namur et la création d'une ligne de métro sous la rue de la Loi. La SNCB demande qu'il lui soit éventuellement possible d'établir une gare, avec un accès au métro, à l'emplacement d'un ancien arrêt ferroviaire au croisement de la voie ferrée et de la rue. En 1966, les scénarios de fréquentation du lieu indiquent qu'il sera nécessaire d'ouvrir cet arrêt lors de la mise en service du Berlaymont et de la première section du « prémétro ».

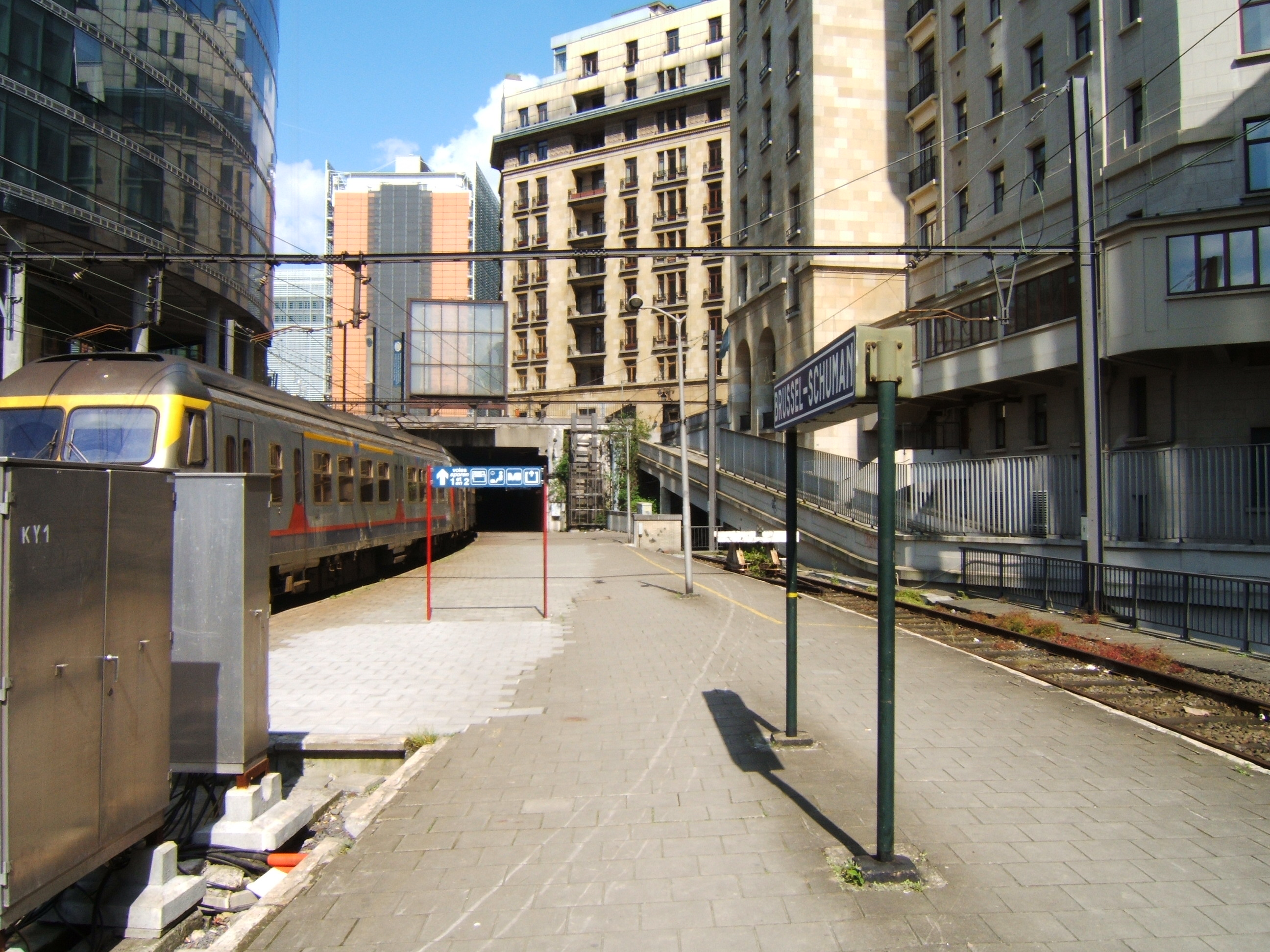
La partie extérieure de la gare en 2006

On construit une gare souterraine, des escaliers permettent l'accès à une première salle au niveau -1, servant également de passage sous la rue de la Loi. Le niveau -2 regroupe le guichet, une « salle des pas perdus » commune au chemin de fer et au prémétro, les quais et les voies. Le passage entre les quais s'effectue par des escaliers et un niveau -3 sous les voies. Cette nouvelle gare dénommée « Schuman » est inaugurée le 17 décembre 1969, elle permet des « correspondances » entre la gare du train et la station du nouveau prémétro. La fréquentation du nouvel équipement progresse rapidement, un an après la mise en service on compte quotidiennement un chiffre moyen de 4 334 voyageurs descendants et 4 276 voyageurs montants.
Janvier 2006 : des voitures vides et leur locomotive ont dévalé de la gare de Bruxelles-Luxembourg à celle de Schuman. Grâce à l'intervention d'un signaleur, le convoi a été détourné sur l'une des voies en impasse de la gare et est monté sur le quai, endommageant des caténaires mais n’occasionnant pas de dégâts irréparables à la locomotive ou aux voitures.
Jusqu'en 2008, deux courtes voies en impasse (150m) orientées vers Namur étaient embranchées au niveau du viaduc au-dessus de la chaussée d'Etterbeek. L'intérêt de ces voies était limité car les trains qui y étaient amorcés ne desservaient pas le centre ville et la jonction nord-midi. Elles ont été démontées en vue de leur remplacement par deux voies passantes sur la future ligne 161A qui empruntera le tunnel Schuman-Josaphat (en construction entre 2008 et 2015). Elle comporte en 2010 deux voies passantes majoritairement en tunnel sur la ligne 161 vers la gare de Bruxelles-Nord qui constituent un goulot d'étranglement car la quasi-totalité des trains de voyageurs qui y circulent, y marquent l'arrêt.

### Deuxième gare de Schuman
En 2008 débute le chantier d'un pôle multimodal incluant l'ancienne gare, la nouvelle avec de nouvelles voies (ligne 161A) permettant une liaison vers la ligne 26 et la desserte de l'aéroport de Bruxelles-National, de Liège et d'Anvers. L'échéance des travaux était prévue à l'horizon 2015.

Chantier de la gare et du tunnel
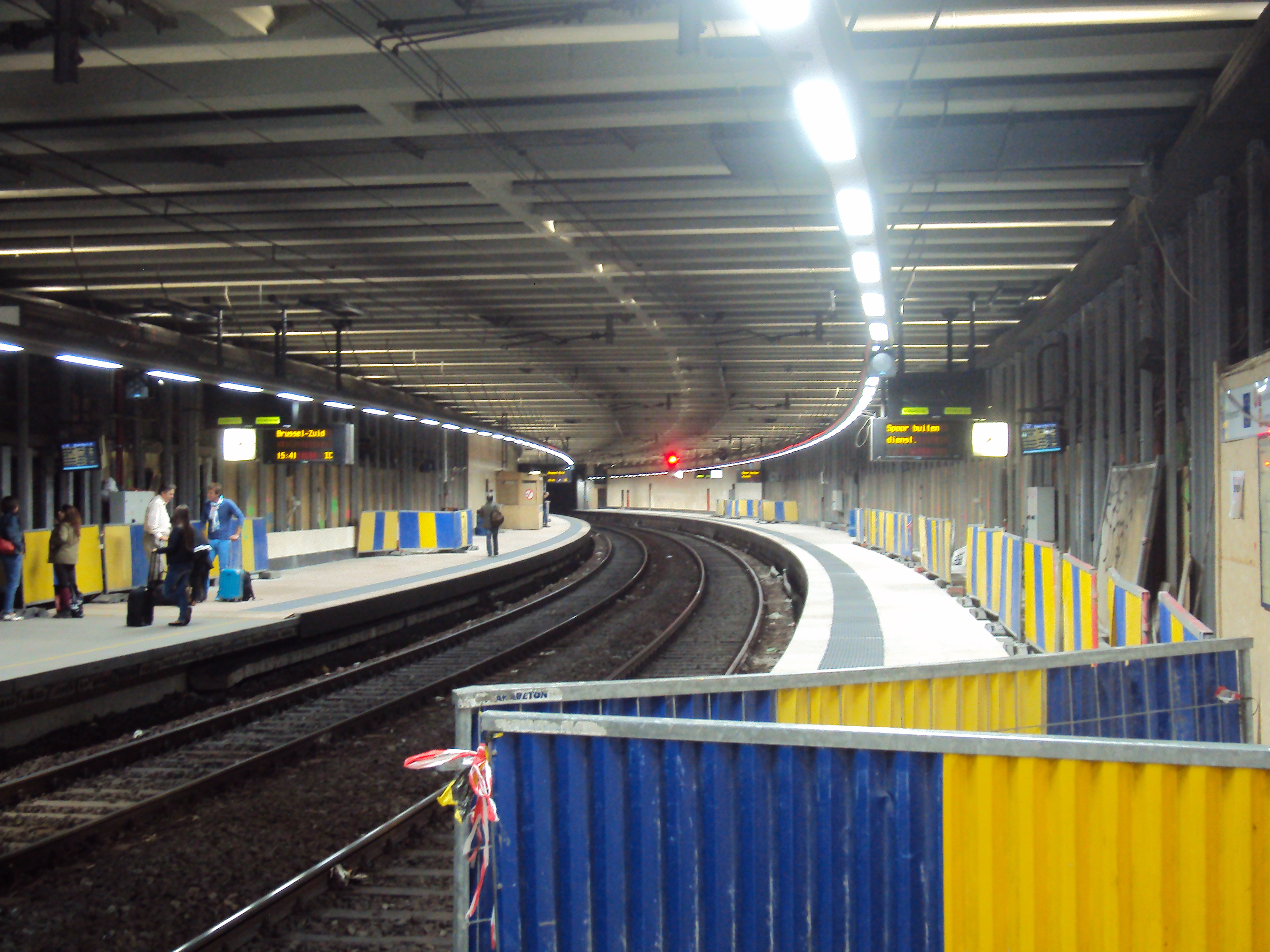
Octobre 2013
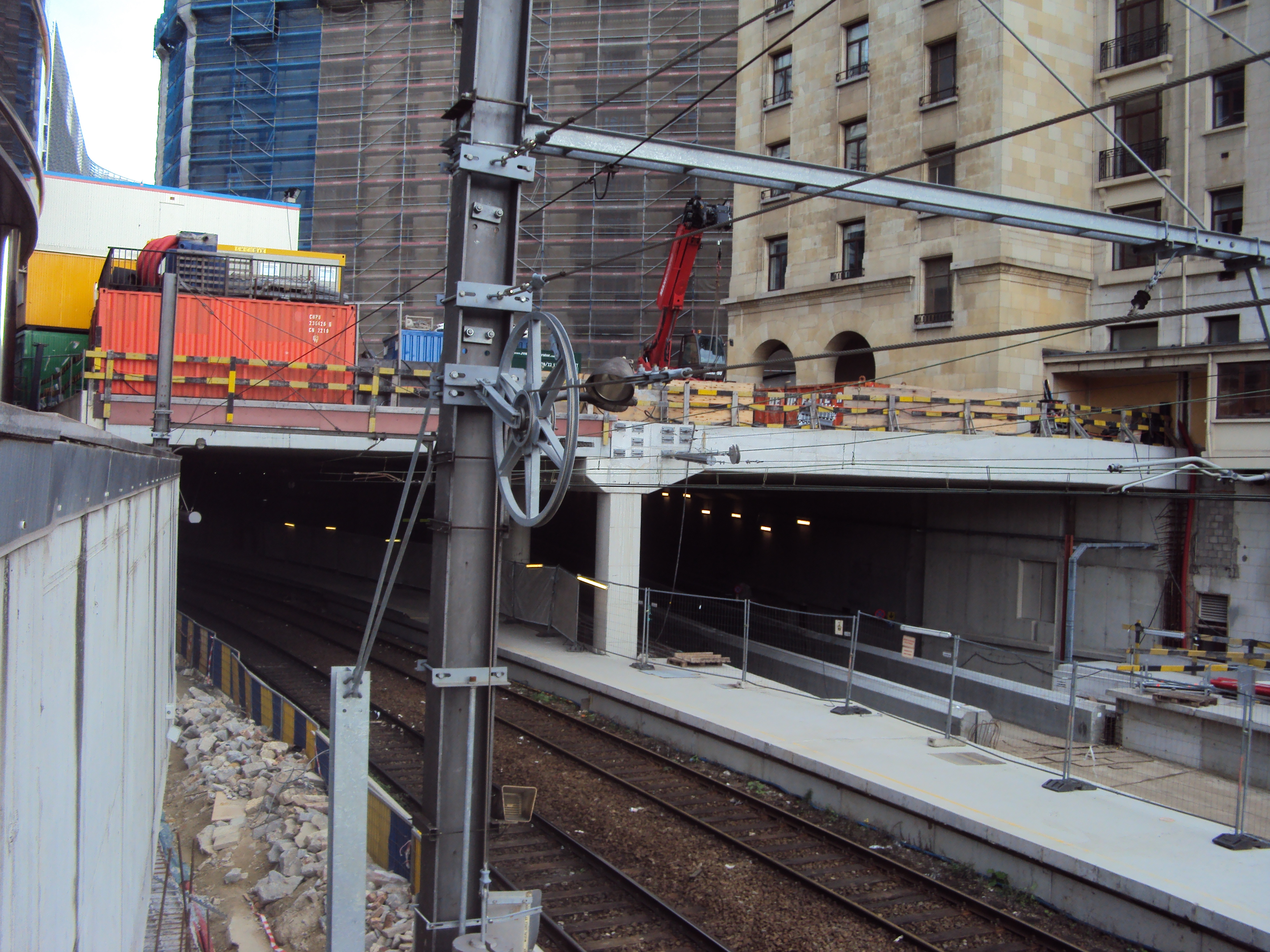
Octobre 2013.
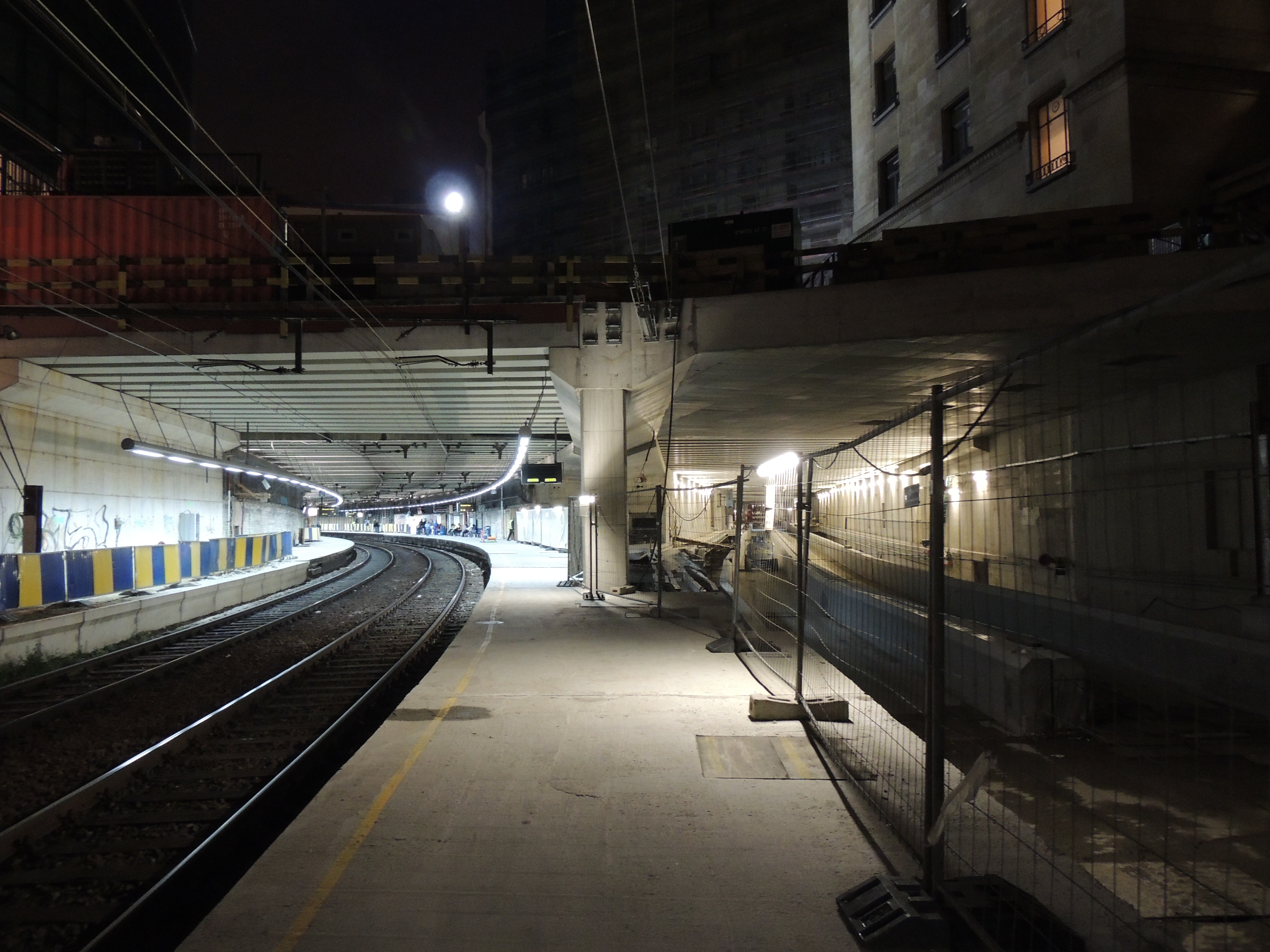
Octobre 2013.
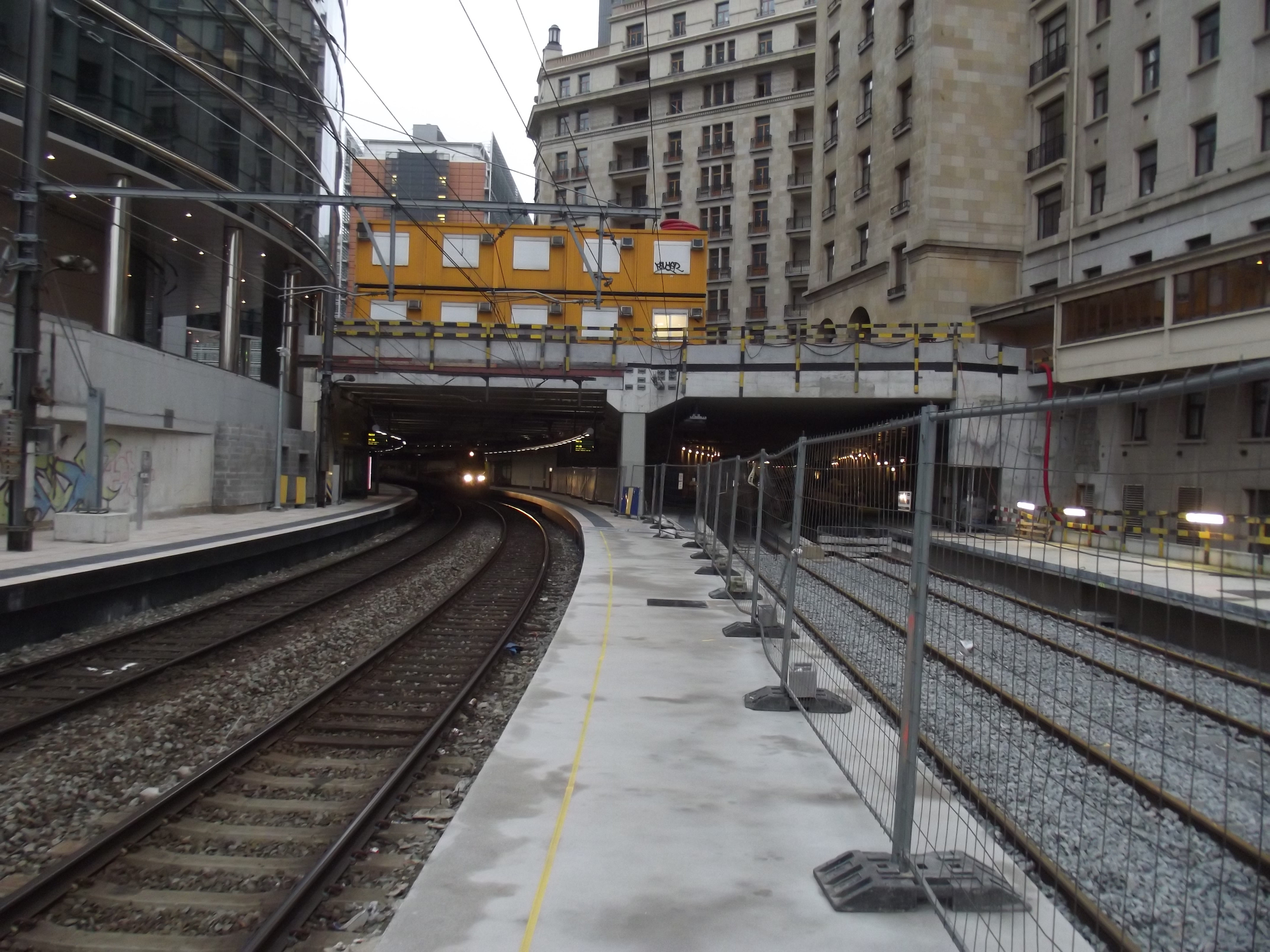
Décembre 2014.
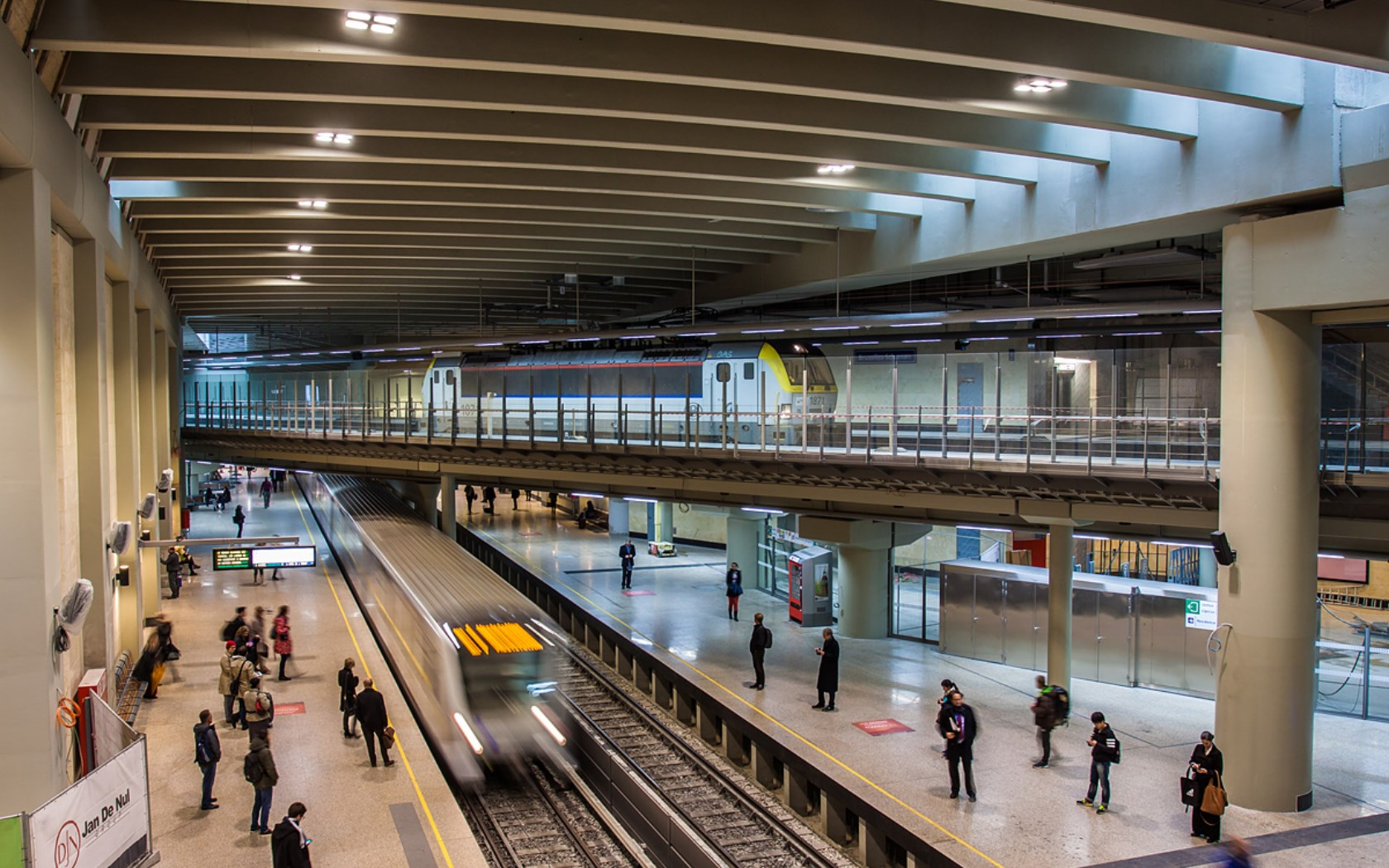
Octobre 2015

Le 24 novembre 2015, Infrabel annonce le report, au 9 avril 2016, de la mise en service du pôle multimodal et du tunnel Schuman-Josaphat. Compte tenu du niveau de la menace terroriste en Région de Bruxelles-Capitale, l’exercice de crise qui devait avoir lieu fin 2015 dans le tunnel Schuman-Josaphat est annulé.

## Service des voyageurs

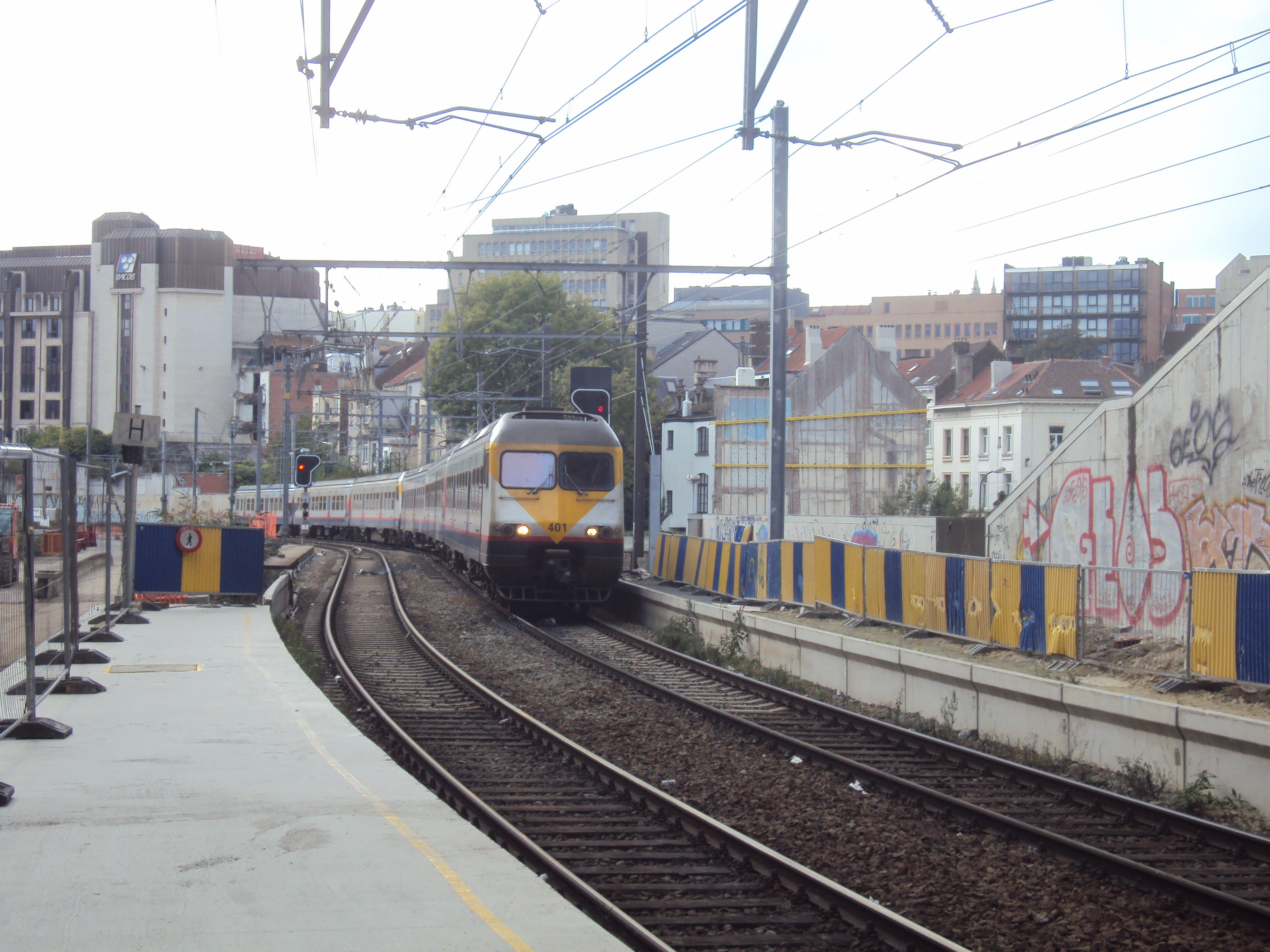
Desserte de la gare pendant les travaux (2013)

### Accueil
Gare SNCB, elle dispose d'installations voyageurs (en souterrain), avec guichet, ouvert du lundi au vendredi. Elle est équipée d'automates pour l'achat de titres de transport. Des aménagements, équipements et un service sont à la disposition des personnes à la mobilité réduite. Un buffet est installé en gare.

### Desserte
La gare compte deux fois deux voies à quai qui y convergent. Tous les trains s'y arrêtant viennent de, ou partent ensuite vers, la gare de Bruxelles-Luxembourg, située non loin. En 2022, la desserte de semaine (hors heure de pointe) s'organise comme suit,: 
- les deux voies de la Ligne 161A, vers le nord-est de Bruxelles, sont desservies cinq fois par heure et par sens :
  - deux fois par des trains Intercity (périurbains) entre l'aéroport de Bruxelles-Zaventem d'une part (cadencement à la demi-heure), Dinant (IC-17) et Charleroi (S19) d'autre part. La desserte vers Dinant utilise la ligne 161 depuis Bruxelles-Midi les weekends.
  - deux fois vers Malines d'une part (cadencement à la demi-heure également) et Hal de l'autre (prolongé vers Enghien une fois par heure), formant la relation S5 du RER bruxellois (un train par heure les weekends).
  - une fois vers Louvain et Landen d'une part et Nivelles via Braine-l’Alleud de l'autre, formant la relation S9 du RER bruxellois. Ne circule pas les weekends.
- les deux voies de la Ligne 161, vers le centre via le nord-ouest de Bruxelles, sont desservies cinq fois par heure et par sens :
  - deux fois par des trains InterCity (périurbains) entre la jonction nord-midi d'une part (cadencement à la demi-heure), Luxembourg (IC-16) et Liège-Saint-Lambert via Namur (IC-18) d'autre part (deux trains de et vers Liège-Saint-Lambert étant prolongés vers Tournai) ; La fréquence des trains InterCity est globalement doublée par des trains de renfort en heure de pointe (trains "P") en semaine.
  - une fois vers Alost d'une part et Vilvorde à l'heure de pointe, formant la relation S4 du RER bruxellois. Ne circule pas les weekends.
  - deux fois entre la jonction nord-midi d'une part (cadencement à la demi-heure) et Ottignies ou Louvain-la-Neuve de l'autre, formant la relation S8 du RER bruxellois. En semaine, un S8 sur deux est prolongé jusque Zottegem et la fréquence est augmentée aux heures de pointe via une relation S81 initiée en gare de Schaerbeek (en raison de la saturation de la jonction nord-midi). Cette relation de renfort ne marque par ailleurs pas les arrêts les moins fréquentés entre Bruxelles et Ottignies.
  - Les weekends et jours fériés, il existe deux paires de trains touristiques (ICT) à destination de Wavre et Walibi.
  - Le dimanche soir, trois trains supplémentaires (P) pour les étudiants ont été mis en place, reliant respectivement Arlon à Bruxelles-Midi et Binche ou Mouscron à Louvain-la-Neuve.

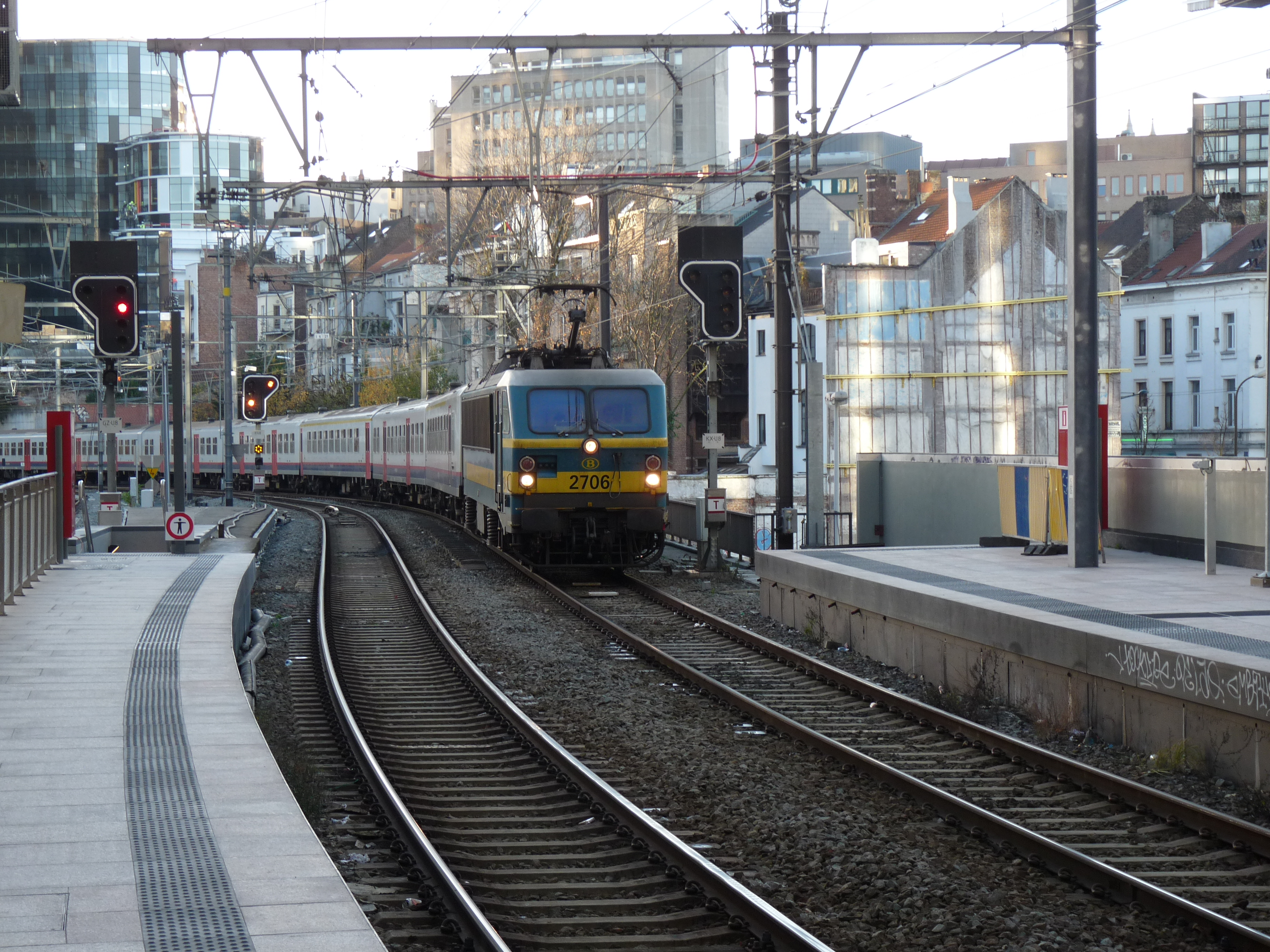
Train de voyageurs en 2016.

Jusqu'à 2015, seules les voies de la ligne 161 étaient en service. La gare était déjà desservie cinq fois par heure dans les deux sens, en direction de la jonction Nord-Midi pour la plupart (seul un train par heure rejoignait la gare de Bockstael et Alost) dans une trame comparable à ce qui a subsisté depuis 2015. Les voies en impasse étant utilisées de manière très limitée.
Si, à l'origine, la gare de la rue de la loi était un point d'arrêt d'intérêt local, la réouverture en tant que gare de Bruxelles-Schuman a directement inclus l'arrêt des trains internationaux en direction de Luxembourg et Strasbourg pour les fonctionnaires et lobbyistes européens qui pouvaient ainsi basculer d'un siège des institutions européennes à l'autre. Ce furent les trains Trans-Europ-Express (Edelweiss et Iris) jusqu'au début des années 1980, parallèlement aux trains (de jour et de nuit) du corridor (Londres) - (Ostende) - Bruxelles - Luxembourg - Strasbourg - (Bâle) - (Zurich) / (Milan). La concurrence de l'avion verra l'offre évoluer vers le dispositif EuroCity dans les années 1980. Vingt ans plus tard, la concurrence du réseau TGV et la libéralisation du transport international des passagers qui met fin au subventionnement public de ce dernier auront raison des trains internationaux desservant l'axe Bruxelles - Luxembourg - Bâle, qui n'était déjà plus dans ses dernières années que la mise bout à bout de trains Intercity Bruxelles - Luxembourg et Luxembourg - Bâle, intégrés dans le cadencement de ces derniers et marquant les nombreux arrêts associés. Les fonctionnaires européens disposent depuis 2008 de TGV "charters" entre Bruxelles et Strasbourg.

### Intermodalité
La gare est en lien avec le métro par la station Schuman (lignes 1 et 5) dont les couloirs souterrains et ascenseurs communiquent directement avec ceux de la gare et est desservie par les bus 12, 21, 56, 60, 79 et Noctis N06.

## Comptage voyageurs
Ce graphique et tableau montre le nombre de voyageurs embarquant en moyenne durant la semaine, le samedi et le dimanche.
| Nombre de passagers qui embarquent à la gare de Bruxelles-Schuman | Nombre de passagers qui embarquent à la gare de Bruxelles-Schuman | Nombre de passagers qui embarquent à la gare de Bruxelles-Schuman | Nombre de passagers qui embarquent à la gare de Bruxelles-Schuman |
|                                                                   | Semaine                                                           | Samedi                                                            | Dimanche                                                          |
| ----------------------------------------------------------------- | ----------------------------------------------------------------- | ----------------------------------------------------------------- | ----------------------------------------------------------------- |
| 1977                                                              | 8 133                                                             | 973                                                               | 536                                                               |
| 1978                                                              | 8 441                                                             | 974                                                               | 592                                                               |
| 1979                                                              | 9 431                                                             | 657                                                               | 662                                                               |
| 1980                                                              | 7 177                                                             | 1 091                                                             | 650                                                               |
| 1981                                                              | 7 649                                                             | 887                                                               | 645                                                               |
| 1982                                                              | 7 208                                                             | 884                                                               | 859                                                               |
| 1983                                                              | 9 023                                                             | 855                                                               | 396                                                               |
| 1984                                                              | 7 512                                                             | 1 051                                                             | 840                                                               |
| 1985                                                              | 7 712                                                             | 947                                                               | 878                                                               |
| 1986                                                              | 7 505                                                             | 909                                                               | 898                                                               |
| 1987                                                              | 6 155                                                             | 1 115                                                             | 1 089                                                             |
| 1988                                                              | 6 518                                                             | 1 100                                                             | 919                                                               |
| 1989                                                              | 6 723                                                             | 1 294                                                             | 928                                                               |
| 1990                                                              | 5 248                                                             | 690                                                               | 697                                                               |
| 1991                                                              | 7 903                                                             | 1 199                                                             | 960                                                               |
| 1992                                                              | 8 901                                                             | 1 285                                                             | 1 031                                                             |
| 1993                                                              | 7 838                                                             | 1 044                                                             | 848                                                               |
| 1994                                                              | 8 450                                                             | 1 178                                                             | 696                                                               |
| 1995                                                              | 6 941                                                             | 1 340                                                             | 1 205                                                             |
| 1996                                                              | 7 345                                                             | 1 055                                                             | 1 189                                                             |
| 1997                                                              | 8 037                                                             | 1 310                                                             | 1 089                                                             |
| 1998                                                              | 7 876                                                             | 1 206                                                             | 1 096                                                             |
| 1999                                                              | 7 497                                                             | 1 466                                                             | 1 042                                                             |
| 2000                                                              | 8 251                                                             | 1 550                                                             | 1 127                                                             |
| 2001                                                              | 7 506                                                             | 1 777                                                             | 1 196                                                             |
| 2002                                                              | 6 906                                                             | 1 175                                                             | 1 134                                                             |
| 2003                                                              | 7 044                                                             | 1 416                                                             | 1 043                                                             |
| 2004                                                              | 7 331                                                             | 1 637                                                             | 1 225                                                             |
| 2005                                                              | 7 855                                                             | 2 004                                                             | 1 426                                                             |
| 2006                                                              | 7 636                                                             | 1 941                                                             | 1 734                                                             |
| 2007                                                              | 8 077                                                             | 1 496                                                             | 1 176                                                             |
| 2008                                                              | -                                                                 | -                                                                 | -                                                                 |
| 2009                                                              | 8 041                                                             | 1 609                                                             | 1 416                                                             |
| 2010                                                              | -                                                                 | -                                                                 | -                                                                 |
| 2011                                                              | -                                                                 | -                                                                 | -                                                                 |
| 2012                                                              | 6 856                                                             | 1 647                                                             | 1 724                                                             |
| 2013                                                              | 6 819                                                             | 1 685                                                             | 1 752                                                             |
| 2014                                                              | 6 441                                                             | 629                                                               | 539                                                               |
| 2015                                                              | 6 501                                                             | 1 235                                                             | 1 140                                                             |
| 2016                                                              | 5 986                                                             | 1 164                                                             | 1 417                                                             |
| 2017                                                              | 7 907                                                             | 1 336                                                             | 1 420                                                             |
| 2018                                                              | 8 517                                                             | 1 817                                                             | 1 784                                                             |
| 2019                                                              | 8 458                                                             | 1 943                                                             | 2 163                                                             |
| 2020                                                              | 4 439                                                             | 1 456                                                             | 1 351                                                             |
| 2021                                                              | -                                                                 | -                                                                 | -                                                                 |
| 2022                                                              | 8 118                                                             | 2 386                                                             | 2 500                                                             |
| 2023                                                              | 7 162                                                             | 2 507                                                             | 2 262                                                             |
| 2024                                                              | 7 795                                                             | 2 632                                                             | 2 475                                                             |